# Jaicós
Jaicós is een gemeente in de Braziliaanse deelstaat Piauí. De gemeente telt 17.786 inwoners (schatting 2009).